# 셰르 은두르
셰르 은두르(이탈리아어: Cher Ndour, 2004년 7월 27일 ~ )는 이탈리아의 축구 선수이다. 그의 포지션은 미드필더로, 현재 이탈리아 세리에 A의 피오렌티나에서 활약하고 있다.

## 클럽 경력

### 벤피카
은두르는 ASD 산자코모 유소년 팀에서 경력을 시작했으며, 그 후 브레시아 유소년 팀에 입단했고, 9살 때 아탈란타 유소년 팀으로 옮겼다. 2020년 7월 31일, 그는 벤피카로 이적하였다. 2021년 5월 2일, 그는 2-0으로 이긴 UD 올리베이렌스와의 세군다리가 경기에서 91분에 곤살루 하무스와 교체 투입되어 벤피카 B 소속으로 프로 데뷔전을 치렀다. 16세 279일의 나이로 은두르는 주앙 펠릭스의 기록을 경신하여 벤피카 B 역대 최연소 데뷔 선수가 되었다.
2023년 3월 18일, 은두르는 5-1로 이긴 비토리아 드 기마랑이스와의 경기에서 후반 막판 하파 실바와 교체 투입되어 벤피카 소속으로 프리메이라리가 데뷔전을 치렀다.

### 파리 생제르맹
2023년 7월 12일, 은두르는 리그 1의 파리 생제르맹과 2028년 6월 30일까지 5년 계약을 맺고 입단했다. 2023년 9월 3일, 그는 4-1로 이긴 리옹과의 원정 경기에서 교체 출전하며 파리 생제르맹 소속으로 리그 1 데뷔전을 치뤘으며, PSG 소속으로 뛴 9번째 이탈리아인이 되었다.

## 국가대표팀 경력
이탈리아에서 세네갈인 아버지와 이탈리아인 어머니 사이에서 태어난 은두르는 이탈리아 청소년 축구 국가대표팀 일원이다.
2023년 6월, 그는 이탈리아 U-19 대표팀 일원으로 몰타에서 열린 UEFA U-19 축구 선수권 대회에 참가했으며, 아주리니의 대회 두 번째 우승에 기여했다.
2023년 9월 8일, 그는 라트비아와의 2025년 UEFA U-21 축구 선수권 대회 예선 경기에서 이탈리아 U-21 대표팀 데뷔전을 치렀다.

## 수상 내역
벤피카
- 프리메이라리가: 2022–23[13]
- 캄페오나투 나시오날 드 주니오레스: 2021–22[14]
- UEFA 유스리그: 2021–22[15]
- U-20 인터콘티넨털컵: 2022[16]

이탈리아 U-19
- UEFA U-19 축구 선수권 대회: 2023[11][12]